# Donald Crisp
Donald Crisp (født 27. juli 1882 i London, England, død 25. maj 1974 i Van Nuys, Californien) var en engelsk filmskuespiller og instruktør.
Han vandt en Oscar i 1941 i klassen for bedste mandlige birolle som "Gwilym Morgan" i filmen Grøn var min barndoms dal (How Green Was My Valley). Donald Crisp har fået en stjerne på Hollywood Walk of Fame for sit bidrag indenfor filmbranchen.

## Filmografi

### Som skuespiller
- The French Maid (1908, Short)
- Through the Breakers (1909, Short) som At the Club
- Sunshine Sue (1910, Short) som Head of Sweatshop
- A Plain Song (1910, Short) som at station
- A Child's Stratagem (1910, Short) som policeman
- The Golden Supper (1910, Short) som courtier (uncredited)
- Winning Back His Love (1910, Short) som at stage door
- The Two Paths (1911, Short) som footman
- Heart Beats of Long Ago (1911, Short) som courtier
- What Shall We Do with Our Old? (1911, Short) som bailiff
- The Lily of the Tenements (1911, Short)
- A Decree of Destiny (1911, Short) som at the club / at the wedding
- The White Rose of the Wilds (1911, Short)
- Her Awakening (1911, Short) som accident witness
- The Primal Call (1911, Short)
- Out from the Shadow (1911, Short) at a dance
- The Making of a Man (1911, Short) som actor / backstage
- The Long Road (1911, Short) som a servant / the landlord
- The Battle (1911, Short) som a Union soldier
- The Miser's Heart (1911, Short) som a policeman
- The Italian Barber (1911, Short) som at ball
- Help Wanted (1911, Short) som in corridor
- Fate's Turning (1911, Short) som a valet
- The Poor Sick Men (1911, Short) som policeman
- A Wreath of Orange Blossoms (1911, Short) som servant
- Conscience (1911, Short) som policeman
- In the Days of '49 (1911, Short)
- The Diving Girl (1911, Short) som a bather
- Swords and Hearts (1911, Short) som bushwacker
- The Squaw's Love (1911, Short) som Indian
- The Adventures of Billy (1911, Short) som first tramp
- The Failure (1911, Short) som employer
- The Eternal Mother (1912, Short) som in-field
- The Musketeers of Pig Alley (1912, Short) som rival gang member
- The Inner Circle (1912, Short)
- Pirate Gold (1913, Short)
- Near to Earth (1913, Short)
- The Sheriff's Baby (1913, Short)
- Olaf—An Atom (1913, Short) som the beggar
- The Mothering Heart (1913, Short) (unconfirmed)
- Two Men of the Desert (1913, Short)
- Black and White (1913, Short)
- The Battle of the Sexes (1914) som Frank Andrews
- The Great Leap; Until Death Do Us Part (1914)
- Home, Sweet Home (1914) som the mother's son
- The Escape (1914) som "Bull" McGee
- The Folly of Anne (1914, Short)
- The Sisters (1914, Short)
- The Mysterious Shot (1914, Short) som Buck
- The Stiletto (1914, Short) som Angelino
- The Mountain Rat (1914, Short) som Steve
- Ashes of the Past (1914, Short)
- The Different Man (1914, Short) som ranch farmer
- The Miniature Portrait (1914, Short)
- The Soul of Honor (1914, Short)
- The Newer Woman (1914, Short)
- Their First Acquaintance (1914, Short)
- The Birthday Present (1914, Short) som the burglar
- The Weaker Strain (1914, Short)
- The Avenging Conscience (1914) som Minor Role (uncredited)
- The Idiot (1914, Short)
- The Tavern of Tragedy (1914, Short) som spy, Bob Jameson
- Her Mother's Necklace (1914, Short) som the burglar
- A Lesson in Mechanics (1914, Short)
- Down the Hill to Creditville (1914, Short)
- The Great God Fear (1914, Short) som Dick Stull
- His Mother's Trust (1914, Short) som Dr. Keene
- The Warning (1914, Short) som Mr. Edwards
- Another Chance (1914, Short) som The Tramp
- A Question of Courage (1914, Short)
- Over the Ledge (1914, Short)
- An Old Fashioned Girl (1915, Short)
- The Birth of a Nation (1915) som Gen. U.S. Grant
- The Love Route (1915) som Harry Marshall
- The Commanding Officer (1915) som Col. Archer
- May Blossom (1915) som Steve Harland
- The Foundling (1915) (scenes cut)
- A Girl of Yesterday (1915) som A. H. Monroe
- Ramona (1916) som Jim Farrar
- Intolerance (1916) som Extra (uncredited)
- Joan the Woman (1916)
- Broken Blossoms (1919) som Battling Burrows
- The Bonnie Brier Bush (1921; also directed) som Lachlan Campbell
- Don Q, Son of Zorro (1925) som Don Sebastian
- The Black Pirate (1926) som MacTavish
- Stand and Deliver (1928) som London Club Member (uncredited)
- The River Pirate (1928) som Caxton
- The Viking (1928) som Leif Ericsson
- Trent's Last Case (1929) som Sigsbee Manderson
- The Pagan (1929) som Mr. Roger Slater
- The Return of Sherlock Holmes (1929) som Colonel Moran
- Scotland Yard (1930) som Charles Fox
- Svengali (1931) som The Laird
- Kick In (1931) som Police Commissioner Harvey
- A Passport to Hell (1932) som Sgt. Snyder
- Red Dust (1932) som Guidon, overseer
- Broadway Bad (1933) som Darrall
- The Crime Doctor (1934) som D.A. Mr. Anthony
- The Key (1934) som Peadar Conlan
- The Life of Vergie Winters (1934) som Mike Davey
- British Agent (1934) som Marshall O'Reilly (scenes cut)
- What Every Woman Knows (1934) som David Wylie
- The Little Minister (1934) som Doctor McQueen
- Vanessa: Her Love Story (1935) som George, the Inn Keeper
- Laddie (1935) som Mr. Pryor
- Oil for the Lamps of China (1935) som J.T. McCarter
- Mutiny on the Bounty (1935) som Burkitt
- The White Angel (1936) som Doctor Hunt
- Mary of Scotland (1936) som Huntly
- The Charge of the Light Brigade (1936) som Col. Campbell
- A Woman Rebels (1936) som Judge Byron Thisthlewaite
- Beloved Enemy (1936) som Liam Burke
- The Great O'Malley (1937) som Captain Cromwell
- Parnell (1937) som Davitt
- The Life of Emile Zola (1937) som Maitre Labori
- Confession (1937) som Presiding Judge
- That Certain Woman (1937) som Jack Merrick, Sr.
- Sergeant Murphy (1938) som Col. Todd Carruthers
- Jezebel (1938) som Dr. Livingstone
- The Beloved Brat (1938) som John Morgan
- The Amazing Dr. Clitterhouse (1938) som Police Inspector Lewis Lane
- Valley of the Giants (1938) som Andy Stone
- The Sisters (1938) som Tim Hazelton
- Comet Over Broadway (1938) som Joe Grant
- The Dawn Patrol (1938) som Phipps
- The Oklahoma Kid (1939) som Judge Hardwick
- Stormfulde højder (1939) som Dr. Kenneth
- Juarez (1939) som General Marechal Achille Bazaine
- Sons of Liberty (1939, Short) som Alexander MacDongall
- Daughters Courageous (1939) som Samuel 'Sam' Sloane
- The Old Maid (1939) som Dr. Lanshell
- The Private Lives of Elizabeth and Essex (1939) som Francis Bacon
- Dr. Ehrlich's Magic Bullet (1940) som Minister Althoff
- Brother Orchid (1940) som Brother Superior
- The Sea Hawk (1940) som Sir John Burleson
- City for Conquest (1940) som Scotty MacPherson
- Knute Rockne, All American (1940) som Father John Callahan
- Shining Victory (1941) som Dr. Drewitt
- Dr. Jekyll and Mr. Hyde (1941) som Sir Charles Emery
- How Green Was My Valley (1941) som Gwilym Morgan
- The Gay Sisters (1942) som Ralph Pedloch
- Forever and a Day (1943) som Capt. Martin
- Lassie Come Home (1943) som Sam Carraclouch
- The Uninvited (1944) som Commander Beech
- The Adventures of Mark Twain (1944) som J.B. Pond
- National Velvet (1944) som Mr. Herbert Brown
- Son of Lassie (1945) som Sam Carraclouch
- The Valley of Decision (1945) som William Scott
- Ramrod (1947) som Jim Crew
- Hills of Home (1948) som Drumsheugh
- Whispering Smith (1948) som Barney Rebstock
- Challenge to Lassie (1949) som John "Jock" Gray
- Bright Leaf (1950) som Mayor James Singleton
- Home Town Story (1951) som John MacFarland
- Prince Valiant (1954) som King Aguar
- The Long Gray Line (1955) som Old Martin
- The Man from Laramie (1955) som Alec Waggoman
- Drango (1957) som Judge Allen
- Saddle the Wind (1958) som Dennis Deneen
- The Last Hurrah (1958) som Cardinal Martin Burke
- A Dog of Flanders (1959) som Jehan Daas
- Pollyanna (1960) som Mayor Karl Warren
- Greyfriars Bobby: The True Story of a Dog (1961) som James Brown
- Spencer's Mountain (1963) som Grandpa Zubulon Spencer (final film role)

### Som instruktør
- Her Father's Silent Partner (1914, Short)
- Ramona (1916)
- Rimrock Jones (1918)
- Believe Me, Xantippe (1918)
- The Goat (1918)
- Johnny Get Your Gun (1919)
- Love Insurance (1919)
- Why Smith Left Home (1919)
- It Pays to Advertise (1919)
- Too Much Johnson (1919)
- The Six Best Cellars (1920)
- Miss Hobbs (1920)
- Held by the Enemy (1920)
- Appearances (1921)
- The Princess of New York (1921)
- The Bonnie Brier Bush (1921; også skuespiller)
- Tell Your Children (1922)
- Ship ohøj! (The Navigator, 1924) (instrueret med Buster Keaton)
- Ponjola (1924) (instrueret med James Young)
- Don Q, Son of Zorro (1925; også skuespiller)
- Young April (1926)
- Dress Parade (1927)
- Nobody's Widow (1927)
- The Cop (1928)
- The Runaway Bride (1930)